# PGC 93116
LEDA/PGC 93116 ist eine verzerrte Spiralgalaxie vom Hubble-Typ Sc im Sternbild Haar der Berenike am Nordsternhimmel. Sie ist schätzungsweise 316 Millionen Lichtjahre von der Milchstraße entfernt und hat eine Ausdehnung von etwa 65.000 Lichtjahren. Vom Sonnensystem aus entfernt sich das Objekt mit einer errechneten Radialgeschwindigkeit von näherungsweise 7.100 Kilometern pro Sekunde.
Gemeinsam mit PGC 39014 bildet sie das interagierende Galaxienpaar Arp 260 oder KPG 326 und ist unter der Katalognummer VCC 86b als Mitglied des Virgo-Galaxienhaufens registriert.
Im selben Himmelsareal befinden sich unter anderem die Galaxien PGC 38965, PGC 38974, PGC 1499814, PGC 1500676.